# Montserrat Soto i Pérez
Montserrat Soto i Pérez (Barcelona, 1961) és una artista catalana que treballa principalment la fotografia i les instal·lacions, sobretot en format de sèries. Treballa l'espai, el lloc i el paisatge, analitzant el buit com un element destacat. Algunes de les seves sèries més reeixides documenten magatzems de museus i/o cases de col·leccionistes. L'any 2019 va guanyar el Premi Nacional de Fotografia d'Espanya per la seva "preocupació per l'ecologia i la memòria, que atorga a la seva obra un pes d'ordre polític antropològic i social".

## Biografia
Es va formar a l'Escola Massana i a la School of Fine Arts de Grenoble. Posteriorment va convalidar els seus estudis a París. Va realitzar la seva primera exposició individual el 1990.
A Grenoble va coincidir amb el comissari Frederic Montornés mentre ella estudiava Belles Arts, i ell, a l'École du Magasin. A invitació de Montornés, va presentar una intervenció en un Espai 13 a les fosques, amb elements lumínics que assenyalaven un recorregut a l'interior de l'espai. Aquests efectes feien que els volums es tornessin complexos i en distorsionaven la percepció. El 1996 va muntar la instal·lació inversa a la Sala Montcada, on va convertir la sala d'exposicions en una superfície infranquejable d'arquitectures fotogràfiques.

## Exposicions destacades
- 1992 - Passes. Espai 13. Fundació Joan Miró, Barcelona
- 1996 - Sin nombre. Sala Montcada. La Caixa. Barcelona
- 2004 - Del umbral al límite. Koldo Mitxelena.
- 2005 - Tracking Madrid. Museo Nacional Arte Contemporáneo Reina Sofia. MNCARS[5]
- 2006 - Archivos de Archivos. Centre d'Art la Panera
- 2006 - Museu Patio Herreriano. Valladolid
- 2007 - Lugar de silencios. Amb Dionisio Cañas. Centre d'Art Santa Mònica CASM. Barcelona[7]
- 2008 - Pabellón a Caballo. Periferico de Caracas Arte Contemporaneo. Caracas. Veneçuela
- 2010 - Museu de Saragossa